# Dirk Baert
Dirk Baert (Zwevegem, 14 de febrero de 1949) es un deportista belga que compitió en ciclismo en las modalidades de pista y ruta.
Ganó tres medallas en el Campeonato Mundial de Ciclismo en Pista entre los años 1971 y 1975.

## Medallero internacional
| Campeonato Mundial | Campeonato Mundial | Campeonato Mundial | Campeonato Mundial         |
| Año                | Lugar              | Medalla            | Competición                |
| ------------------ | ------------------ | ------------------ | -------------------------- |
| 1971               | Varese (Italia)    | Medalla de oro     | Persecución individual (A) |
| 1972               | Marsella (Francia) | Medalla de bronce  | Persecución individual (A) |
| 1975               | Rocourt (Bélgica)  | Medalla de bronce  | Persecución individual (A) |

## Palmarés

### Pista
| 1970 - Campeonato de Bélgica Persecución 1971 - Campeonato Mundial de Perseución 1972 - 3º en el Campeonato Mundial de Perseución 1974 - Campeonato de Bélgica Persecución 1975 - 3º en el Campeonato Mundial de Perseución - Campeonato de Bélgica Persecución | 1976 - Campeonato de Bélgica Persecución 1977 - Campeonato de Bélgica Persecución 1981 - Campeonato de Bélgica Persecución 1984 - Campeonato de Bélgica en Omnium |

### Ruta
| 1972 - 1 etapa de los Cuatro Días de Dunkerque - 1 etapa del Tour de Luxemburgo 1973 - 2 etapas del Tour de Picardie 1974 - 1 etapa de la Vuelta a Bélgica 1975 - Circuit de l'Escaut 1976 - Le Samyn | 1977 - 1 etapa de los Tres Días de La Panne 1978 - Omloop Mandel-Leie-Schelde - 1 etapa de los Tres Días de La Panne - Halle-Ingooigem 1979 - Gran Premio del 1 de Mayo 1982 - Omloop van de Vlasstreek |

## Resultados

### Grandes Vueltas y Campeonatos del Mundo
Durante su carrera deportiva ha conseguido los siguientes puestos en las Grandes Vueltas y en los Campeonatos del Mundo en carretera:
| Carrera         | 1970 | 1971 | 1972 | 1973 | 1974 | 1975 | 1976 | 1977 | 1978 | 1979 | 1980 | 1981 | 1982 | 1983 | 1984 |
| --------------- | ---- | ---- | ---- | ---- | ---- | ---- | ---- | ---- | ---- | ---- | ---- | ---- | ---- | ---- | ---- |
| Giro de Italia  | -    | -    | -    | -    | -    | -    | -    | -    | -    | Ab.  | -    | -    | -    | -    | -    |
| Tour de Francia | -    | -    | -    | -    | 93.º | -    | -    | -    | -    | -    | -    | -    | -    | -    | -    |
| Vuelta a España | -    | -    | -    | -    | -    | -    | -    | -    | -    | -    | -    | -    | -    | -    | -    |
| Mundial en Ruta | -    | -    | -    | -    | -    | -    | -    | -    | -    | -    | -    | -    | -    | -    | -    |